# Культура Альберты
Культура Альберты включает искусство, обычаи и традиции местного населения. Альберта стала частью Конфедерации в 1905 году, и таким образом является второй самой молодой провинцией (наравне с Саскачеваном). Несмотря на свою короткую историю, провинция обладает богатой культурой. Обширные территории и географическое разнообразие — горы, предгорья, пастбища, парки, леса и скалы — служили важным источником вдохновения во всех видах искусства. Основные отрасли промышленности Альберты — сельское хозяйство, скотоводство и добыча нефти — также играют важную роль в культуре и самобытности провинции.

## Искусство

### Музыка
В Альберте действуют два профессиональных оркестра: Филармонический оркестр Калгари и Симфонический оркестр Эдмонтона. С 1957 по 1985 год домом музыки была Юбилейная аудитория Южной Альберты, далее оркестр переехал в новый концертный зал Джека Сингера, где находится и по сей день.
В 1962 году композитор из Монреаля Вайолет Арчер (1913—2000) переехала в Эдмонтон, заняв должность в музыкальном факультете Университета Альберты. Арчер осталась в Эдмонтоне на всю жизнь и часто черпала вдохновение из ландшафта провинции. Среди других композиторов Альберты — Аллан Гордон Белл (1953) и Аллан Гиллиланд (1965), оба учились у Вайолет.
Композитор южноафриканского происхождения Малькольм Форсайт жил в Эдмонтоне с 1968 года до своей смерти в 2011 году.

### Живопись
Первое визуальное искусство, появившееся в Альберте, было создано представителями племен аборигенов, такими как черноногие, сарси и накота. Пиктографическое искусство черноногих создавалось на таких носителях как типи и скала. Один из наиболее хорошо сохранившихся образцов искусства аборигенов в Альберте находится в провинциальном парке «Письмо на камне» недалеко от Летбриджа.
Первым европейским художником, посетившим Альберту, был Пол Кейн. Он трижды посетил провинцию в конце 1840-х годов. Кейн был очарован просторами страны и изображал Запад как романтические и экзотические пространства. Романтизация пейзажа останется важной чертой на протяжении большей части художественной истории Альберты. В 1859 году Кейн опубликовал отчёт о своих путешествиях под названием «Странствия художника среди индейцев Северной Америки».
Другие европейские художники, такие как Джеймс Олден и Уильям Хинд отправились в провинцию в середине XIX века и создали романтические изображения земли, подобные изображениям Кейна. В то время предпочтительным материалом для рисования была акварель, так как она быстро сохла и легко переносилась.
После завершения строительства Канадской Тихоокеанской железной дороги в 1885 году президент компании Уильям Ван Хорн начал раздавать бесплатные билеты художникам. Картины, написанные этими художниками, в будущем способствовали путешествию ценителей искусства в недавно открывшийся регион. Среди первых художников, которые отправились на запад были Джон Фрейзер, Люциус О’Брайен, Роберт Форд Гаген, Джон А. Хаммонд и Фредерик Белл-Смит. На большинстве их картин изображены горы.
В годы после Первой мировой войны художники провинции начали создавать учреждения для поддержки своего ремесла. Первые занятия по искусству в Альберте были проведены в Провинциальном институте технологии и искусства в Калгари в 1921 году. Учителями были Ларс Джонсон Хоканесс (1927—1929), Альфред Крокер Лейтон (1929—1935) и Генри Джордж Глайд (1936—1946). Среди студентов, которые выбрали двухлетнюю программу по искусству, были Уильям Лерой Стивенсон, Максвелл Бейтс и Марион Николл.
Примерно в это же время образовались многочисленные арт-клубы, включая «Edmonton Art Association» (1914), «Lethbridge Sketch Club» (1936), «Medicine Hat Art Club» (1945) и «Red Deer Art Club» (конец 1940-х). Главным гостем в клубе «Medicine Hat» был Уолтер Дж. Филлипс.
В 1935 году уроки рисования начались в школе изящных искусств Банфа, которая остается важным художественным учреждением в Альберте на сегодняшний день.

## Кухня
На ранчо Альберты содержится более 40 % мясного скота страны. Соответственно, говядина — один из самых популярных продуктов в провинции. Один из самых значимых ресторанов Альберты — «Hy’s Steakhouse». Он был основан в Калгари в 1955 году. Его основатель Хай Айзенстатом, с тех пор открыл рестораны в нескольких других канадских городах. Среди других знаковых стейк-хаусов в провинции — «Longview Steakhouse» и «Caesars Steakhouse».
Блюдо из имбирной говядины было изобретено в 1970-х годах шеф-поваром Джорджем Вонгом в отеле «Silver Inn» в Калгари.
В центральной части Альберты, где проживает большая часть населения восточноевропейского происхождения, вареники — популярная еда. Вареники часто подают в украинских церквях и общественных залах небольших городов. Во время Панической недели в Калгари общины по всему городу устраивают бесплатные блинные завтраки, чтобы отпраздновать это событие.